# Лоццо-ди-Кадоре
Лоццо-ди-Кадоре (итал. Lozzo di Cadore) — коммуна в Италии, располагается в провинции Беллуно области Венеция.
Население составляет 1613 человека, плотность населения составляет 54 чел./км². Занимает площадь 30 км². Почтовый индекс — 32040. Телефонный код — 0435.
Покровителем коммуны почитается святой Лаврентий. Праздник ежегодно празднуется 10 августа.